# Шакинский водопад
Шаки́нский водопад (арм. Շաքիի ջրվեժ) — водопад в Армении высотой 18 метров, находится в Сюникской области, на севере города Сисиан.

## Описание
Место расположения водопада изобилует ущельями с крутыми склонами и скальными нишами, а также глубокими гротами. В них обнаруживаются следы существования человека, датируемые древнекаменным веком.
Река Шаки, на которой образуется водопад, впадает в Воротан, и имеет длину всего 18 км.

## Галерея

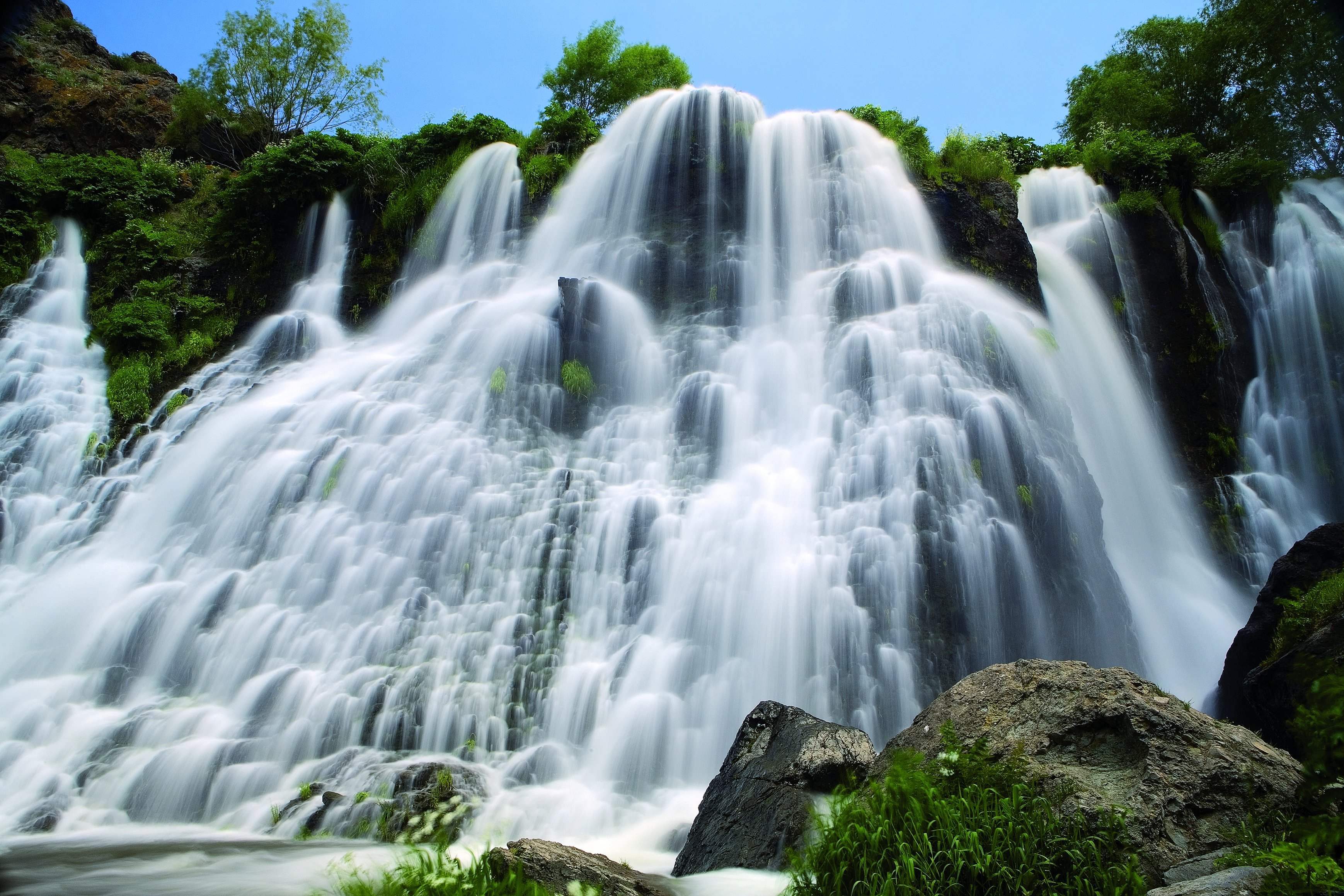
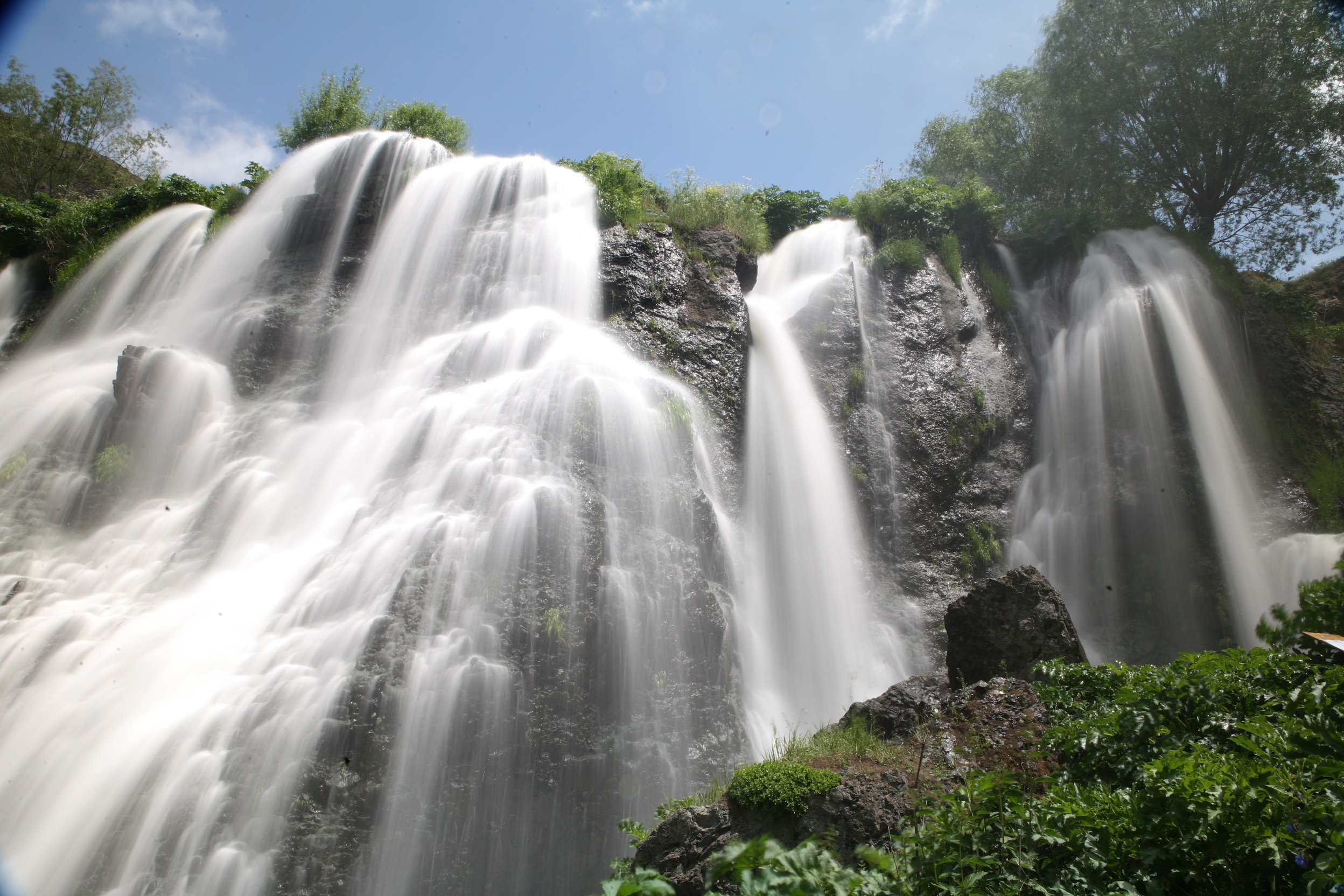